# Hastings, Nebraska
Pentru alte utilizări ale numelui, vedeți Hastings (dezambiguizare).

Hastings este un oraș și sediul comitatului Adams, statul Nebraska, Statele Unite ale Americii. Este localitatea principală a zonei micropolitane Hastings, Nebraska Micropolitan Statistical Area, care constă din comitatele Adams și Clay. Conform Census 2000, populația era de 24.064 de locuitori. Hastings este cunoscut și pentru a fi locul unde a fost inventată băutura răcoritoare Kool-Aid de către Edwin Perkins în 1927, și unde se celebrează acest fapt prin așa numitele Kool-Aid Days în a doua săptămână din fiecare august.

## Istoric
Prima casă a fost clădită aici în anul 1871 și aparținea companiei de cale ferată Burlington & Missouri River Railroad. Localitatea este denumită în anul 1877 după colonelul Thomas D. Hastings care a fost angajat la compania St.Joseph & Denver Railroad și a avut o contribuție importantă aici la legarea celor două capete de cale ferată, lucru care a contribuit la dezvoltarea a orașului. La sfârșitul anilor 1870, localitatea avea 3 hoteluri și 3.000 loc. În anul 1879 un incendiu a distrus o parte din casele de lemn ale orașului. Dezvoltarea rapidă a orașului a început pe la sfârșitul anilor 1880, când a fost construit o bibliotecă și un spital, numărul populației fiind de 12.000 loc. La sfârșitul secolului XIX a fost o perioadă de secetă care a frânat dezvoltarea orașului, populația ajungând să fie de numai 7.180 loc. Prin îmbunățirea condițiilor climatice, a urmat o nouă perioadă de dezvoltare, construindu-se o școală High School, noua clădire a poștei și un depou nou al companiei Burlington & Missouri River Railroad (1902). Marea criză economică a fost o perioadă caracterizată printr-o scădere dramatică a activității economice mondiale, care s-a făcut simțită și aici, urmat de un tornado din anul 1930 care a provocat daune în valoare de milioane de dolari, acestea fiind însoțite de perioade de secetă care a compromis complet recolta agricolă. Al doilea război mondial prin producția de armament și muniție, a adus orașului o perioadă nouă de dezvoltare, numărul populației ajungând să crească într-un timp scurt de la 15.000 la peste 23.000 loc.

## Date geografice
Hastings este amplasat la altitudinea de 1040 m, în sudul statului Nebraska, la șoseaua Highways 6, 34 și 281. Orașul se întinde pe o suprafață de 25,8 km², din care 25,5 km² este uscat și 0,3 km² este apă. In anul 2000 orașul avea 24.064 loc. din care erau 11.640 bărbați și 12.424 femei.